# 布雷里
布雷里（法語：Bréry，法語發音：[bʁeʁi]）是法国汝拉省的一个旧市镇，属于隆斯勒索涅区。2019年，布雷里并入市镇栋布朗。

## 地理
布雷里（46°47'2"N, 5°34'45"E）面积4.85 平方千米，位于法国勃艮第-弗朗什-孔泰大區汝拉省，该省份为法国东部内陆省份，北起上索恩省，西北接科多尔省，西临索恩-卢瓦尔省，南至安省，东与杜省和瑞士接壤。
与布雷里接壤的市镇（或旧市镇、城区）包括：圣拉曼、栋布朗、弗龙特奈、芒特里、圣日耳曼莱萨尔莱、阿尔莱。
布雷里的时区为UTC+01:00、UTC+02:00（夏令时）。

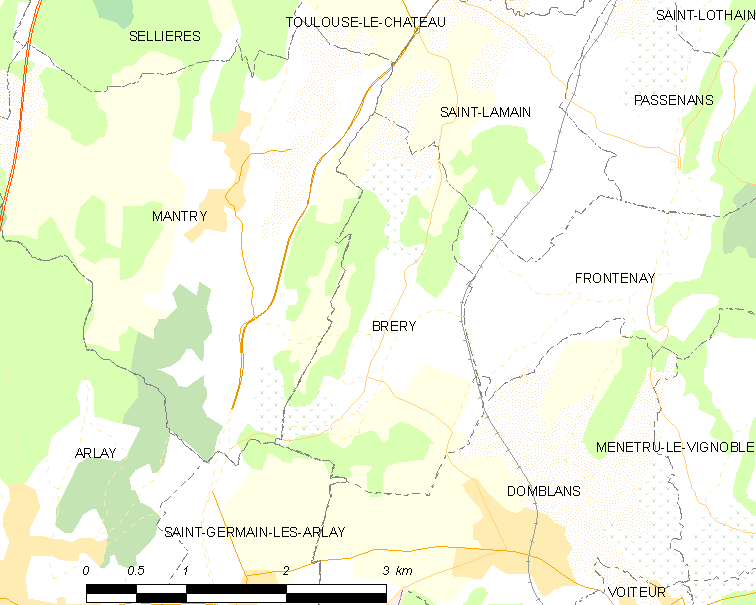
布雷里的OSM定位图

## 行政
布雷里的邮政编码为39230，INSEE市镇编码为39075。

## 政治
布雷里所属的省级选区为布莱特朗县。

## 人口

1962-2008年间布雷里人口变化图示

布雷里于2018年1月1日时的人口数量为224人。